# Rogowa

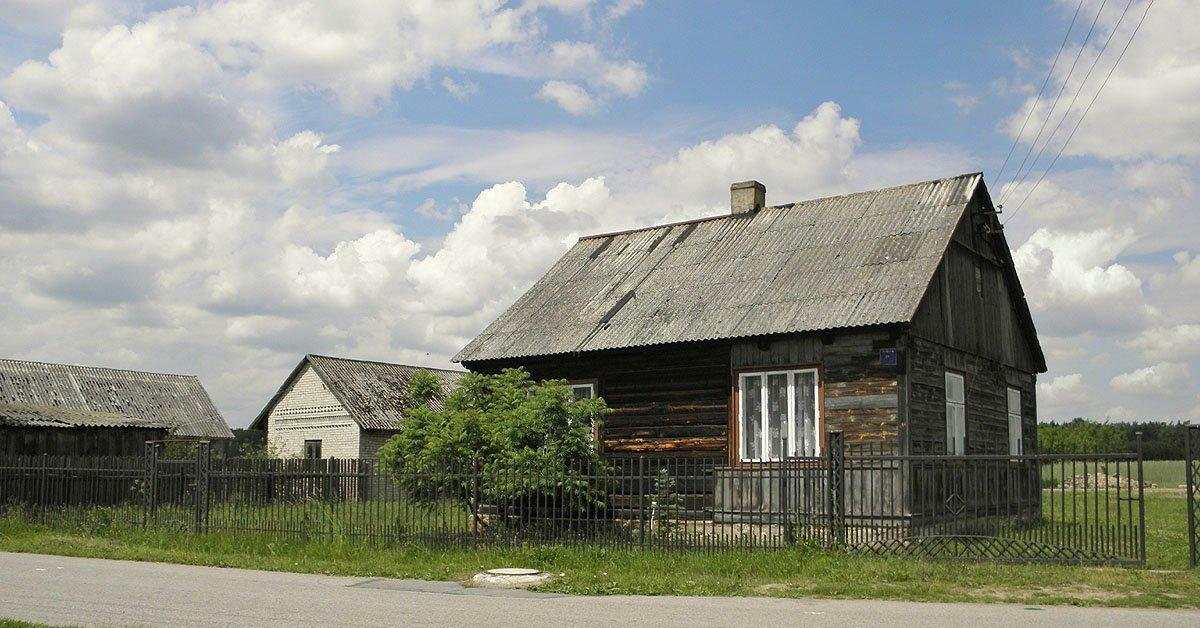
Hus i Rogowa

Rogowa är en by i Gmina Wolanów i distriktet Powiat radomski i Masoviens vojvodskap i östra Polen. Rogowa är beläget omkring 20 kilometer väster om Radom och omkring 91 kilometer söder om Warszawa.